# 东交站
東交站（：／ Donggyo yeok */?）曾为韩国铁路中央线上的一个车站，位于养源站和九里站之间，目前已废止。

## 历史
- 1968年7月15日：开始使用。
- 2005年12月16日：停用本站。